# لويس جين هاستينغز
لويس جين هاستينغز (بالإنجليزية: Lois Jane Hastings)‏ هي مهندسة معمارية أمريكية، ولدت في 3 مارس 1928.